# Pistolet Hamada
 (janvier 2024).
Le pistolet Hamada (浜田式, Hamada shiki) est une arme semi-automatique utilisée par l'empire du Japon durant la Seconde Guerre mondiale. Développé par Bunji Hamada, il s'inspire du Browning M1910.
Huit variantes ont existé au cours de sa production, toutes apparues fin 1942 et début 1943. Les archives de production ont été détruites pendant la Seconde Guerre mondiale et peu de pistolets Hamada ont survécu jusqu'à aujourd'hui.

## Histoire
L'importation d'armes de poing étrangères cesse au Japon en 1941, augmentant le besoin de production nationale et toutes les matières premières disponibles sont nationalisées pour la fabrication d'armes. Incapable de poursuivre la production d'armes de chasse, Bunji Hamada fonde la Nippon Juki Kabushiki Gaisha(日本銃器株式会社) et commence la production du pistolet de type Hamada. Initialement, le Hamada Type I est conçu comme une alternative peu coûteuse et plus fiable au pistolet Nambu standard, qui a mauvaise réputation dans l'armée japonaise. Le pistolet est conçu comme une copie du Browning M1910 et chambré pour le 7.65mm Browning, car les pistolets américains et européens de petit calibre sont populaires parmi les officiers japonais. Environ cinq prototypes du pistolet Hamada sont testés par le chef du bureau des munitions avant que son adoption ne soit approuvée en 1941.
Le pistolet Hamada ne porte pas la dénomination traditionnelle de Type 1 (一式, Isshiki) pour l'année civile japonaise 2601, comme c'est le cas pour le Nambu Type 94 ou le revolver Type 26 bien qu'il ait été officiellement adopté. La majorité des pistolets Hamada sont utilisés par l'armée impériale japonaise en Chine, en plus de quelques unités transférées dans le Pacifique Sud. Toutes les archives de production sont détruites par les bombardements sur le Japon pendant la Seconde Guerre mondiale. On estime qu'entre 4 500 et 5 000 pistolets ont été produits avant la fin de la production en février 1944.

## Conception
Le pistolet Hamada est un pistolet à retour de flamme et fonctionnellement une copie du Browning M1910. La différence de conception la plus significative entre les deux armes est le remplacement des pattes d'interrupteur utilisées pour maintenir le canon du Browning M1910 avec un joint en queue d'aronde. La conception du verrou de la plaque de cadre et l'ensemble du percuteur ont également été modifiés et ont obtenu des brevets en 1943. Le pistolet Hamada a maintenu une haute qualité tout au long de sa production, le bleuissage étant réalisé selon des normes élevées. La sécurité, la plaque de cadre arrière et l'extracteur sont trempés thermiquement jusqu'à un brun rougeâtre et le canon, le percuteur et le mécanisme de mise à feu sont polis brillamment.

## Variantes
Il existe huit variantes de pistolets Hamada connues avec de légères différences entre elles, tous les pistolets des numéros de série compris entre 2214 et 2959. Le peu de modèles survivants peut être attribué au petit nombre de pistolets affectés au théâtre Pacifique, où les soldats américains collectaient des souvenirs. Le nombre de dentelures réalisées sur la glissière arrière est passé de six à sept entre la variante une et deux, étant réduit à six dentelures avec la variante trois. La poignée est en noyer et présente un motif à carreaux avec le motif de la bordure, et la boucle de lanière est simplifiée entre les variantes trois et quatre. Le numéro de série sur la poignée du pistolet est agrandi entre les variantes quatre et cinq. Les marques d'identification de la glissière sont abandonnées entre les variantes cinq et six, la couronne de la bouche de la glissière étant simplifiée entre les variantes six et sept. Les flèches de démontage gravées sur la glissière et le cadre qui, une fois alignées, permettent de retirer la glissière sont ajustées pour indiquer un léger changement de conception.

## Étui
Les étuis fournis avec le pistolet Hamada sont généralement en cuir de vache et contiennent des attaches de fermeture en métal noir. Parce que le pistolet Hamada a un long chargeur de neuf cartouches, l'étui d'armes similaires comme le Browning M1910 ne contiendra pas correctement le pistolet Hamada.